# Теннисный центр имени Шамиля Тарпищева
Теннисный центр имени Шамиля Тарпищева — крытый теннисный центр, расположенный в городе Саранске, столице Республики Мордовия.
История развития теннисных сооружений в Саранске начинается с 1998 года, когда при Мордовском государственном университете был построен первый теннисный корт. В 1999 году было открыто отделение тенниса при Центре олимпийской подготовки. В 2001 году в Детском парке на улице Грузинской открылся теннисный комплекс, в котором имеется шесть открытых кортов с грунтовым покрытием. Однако он позволял проводить тренировки и соревнования лишь в летнее время.
И вот, наконец, 29 ноября 2008 года, состоялось открытие в Саранске теннисного центра. В церемонии открытия участвовал сам Шамиль Анвярович Тарпищев, именем которого назван этот теннисный центр.
В теннисном центре имени Шамиля Тарпищева имеются пять кортов с покрытием RuKort, это современное синтетическое покрытие, на котором проводятся матчи «Кубка Кремля» в Москве и многие другие крупные теннисные турниры.
Любопытно, что первым матчем, прошедшим сразу после открытия комплекса, стал товарищеский поединок, в котором Глава Республики Мордовия Николай Меркушкин в паре с Шамилем Тарпищевым играл против Николая Калиниченко (председатель Федерации тенниса Республики Мордовия) и Анатолия Волкова (старший тренер Детской международной академии тенниса России, г. Москва). В тот же день в Теннисном центре состоялись первые официальные соревнования — всероссийский теннисный турнир среди любителей.